# Josef Molák

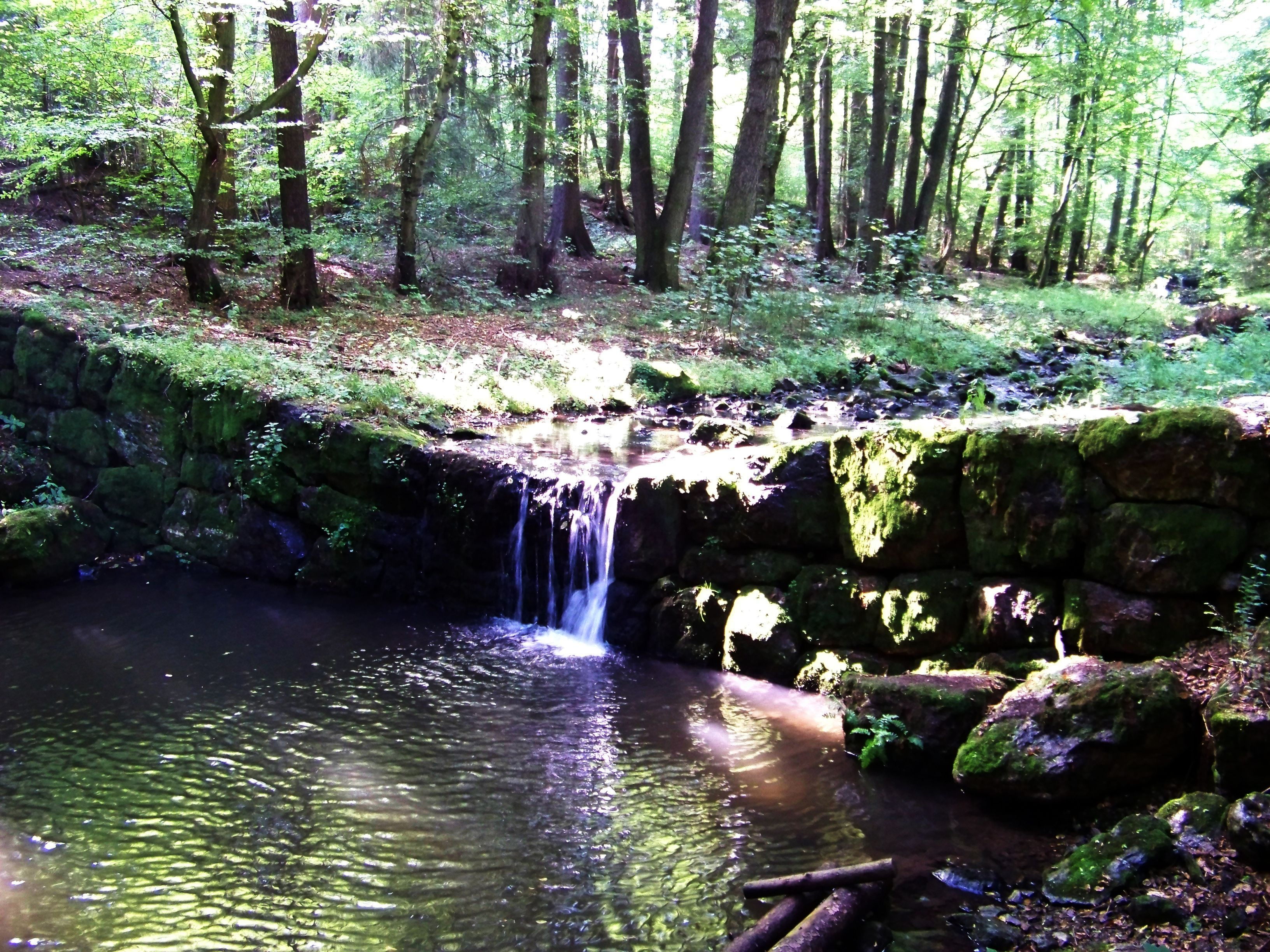
V chatě Port Igorka v Údolí ticha u Březové uprostřed křivoklátských lesů se scházeli činovníci protifašistického odboje a zde byl též ustanoven III. ilegální ÚV KSČ (pod vedením Josefa Moláka)

Josef Molák (29. dubna 1893 Žákovice – 18. srpna 1943 Beroun) byl český politik, pracovník Komunistické strany Československa (KSČ) a Rudých odborů. V době Protektorátu Čechy a Morava byl čelným představitelem ilegální komunistické části domácího protiněmeckého odboje.

## Život

### Do roku 1939
Josef Molák se narodil Źákovicích u Soběchleb v čísle popisném 26 (kovárna) v tehdejším okrese Holešov. Byl původním povoláním kovář, později pracoval ve Vídni (zámečník) a od roku 1918 ve výtopně železniční stanice Břeclav. Významnou měrou se angažoval v odborovém hnutí. Do Komunistické strany Československa (KSČ) vstoupil Josef Molák v roce 1921.. Jako zakládající člen KSČ a aktivní komunista byl často pronásledován a nakonec byl (jako zaměstnanec ČSD) i přeložen do železničních dílen v České Třebové. Do České Třebové se přestěhoval dne 8. ledna 1930 a dostal přidělený byt v obecním činžáku (tzv. „Červeňáku“). V zaměstnání u ČSD v České Třebové pokračoval ve své politické činnosti a to byl zřejmě i důvod, proč byl v roce 1931 ze služeb ČSD propuštěn.
Následně se přestěhoval do domu (tzv. „Dům práce“ v České Třebové) číslo popisné 1293, kde bydlel v období od 1. října 1932 do 27. března 1934. Poté odešel do Mostu a Českou Třebovou opustil definitivně v roce 1934. V letech 1932 až 1938 byl tajemníkem Rudých odborů v Mostě a poslancem za KSČ v tamní městské radě. V letech 1938 až 1939 byl zaměstnancem spotřebního družstva „Včela“ (Bratrství) v Praze. Od jara 1939 do léta 1941 byl vedoucím skladu družstva Bratrství v Hořelicích a současně působil jako spolupracovník ilegálního komunistického vedení.

### Za druhé světové války
Po 15. březnu 1939 (tedy po zabrání zbytku Čech a Moravy nacistickým Německem) se Josef Molák účastnil odboje proti německým okupantům. Do ilegality odešel v létě roku 1941. V letech 1941 až 1942 byl členem II. ilegálního ústředního vedení Komunistické strany (II. ilegální ÚV KSČ). Po jeho rozbití německými bezpečnostními složkami se v letech 1942 až 1943 stal hlavním funkcionářem III. ilegálního ústředního vedení Komunistické strany (III. ilegální ÚV KSČ) a centrum komunistického odboje se přeneslo na Berounsko.
Za druhé světové války se Berounsko stalo jedním z center protinacistického odboje v českých zemích. V brdských lesích se skrývaly četné partyzánské skupiny, které usilovaly o rozvrácení německé diktatury. V Berouně sídlil také III. ilegální ÚV KSČ na Plzeňské třídě číslo 856/113. Ilegální III. Ústřední výbor KSČ pod vedením Josefa Moláka, byl ustanoven 9. července 1943 v chatě Port Igorka v Údolí ticha u Březové. Sem přivezl Rudolf Vetiška směrnice od moskevského vedení KSČ a zde byla také rozpracována taktika Národní fonty pod vedením KSČ v boji proti fašismu.
Josef Molák stál v čele komunistického odboje se sídlem v Berouně a na Berounsku zajišťoval i vydávání ilegálních novin – Rudého práva. Ještě v srpnu 1943 se Josef Molák zúčastnil jednání, které se týkalo parašutistů vyslaných ze SSSR. Tehdy jeho přítel Jaroslav Fiala nabídl Molákovi, že zajistí nové pasy českým parašutistům, kteří se do Čech dostali přes Polsko ze Sovětského svazu. Doklady však vyrobilo přímo gestapo, které tak získalo krycí jména i fotografie těchto mužů.

### Prozrazení
Josef Molák na jaře roku 1943 jmenoval jako svoji osobní spojku s pražským vedením komunistu Jaroslava Fialu. Fiala vystudoval v Moskvě leninskou školu, podílel se na organizování interbrigád na podporu španělské demokracie a byl rovněž aktivní v domácím protiněmeckém odboji. Gestapo jej zatklo celkem dvakrát. Po prvním zatčení se skrýval v ilegalitě aby se nakonec infiltroval jako konfident gestapa do III. ilegálního ÚV KSČ.
Přibližně v srpnu 1943, několik týdnů před svým zatčením (3. září 1943), navázala členka ilegální KSČ Josefa Fajmanová spojení s tlumočníkem gestapa Josefem Laštovičkou Informace od Josefa Laštovičky procházely nepřímou cestou (a s mírným zpožděním) jednak přes policejní odbojovou organizací „Blaník“, ale také přes pracovníky družstva „Bratrství“, odkud pak doputovaly k Josefě Fajmanové a ta je předávala Josefu Molákovi. Když se v létě 1943 zaměřilo gestapo na členy III. ilegálního ústředního vedení KSČ v Berouně (s cílem toto vedení rozbít), pokusil se Josef Laštovička komunisty opakovaně varovat. Naléhavost situace se zvýšila poté, co se Laštovička dozvěděl, že jeden ze členů působících v jejich řadách – Jaroslav Fiala (vystupující pod pseudonymem „Kalina“) – je konfidentem (agentem) gestapa.
Josefa Moláka udal gestapu konfident Jaroslav Fiala. Poté, co byla Molákova totožnost prozrazena gestapu, byl v berounském bytě (během zatýkání) zastřelen dne 18. srpna 1943.

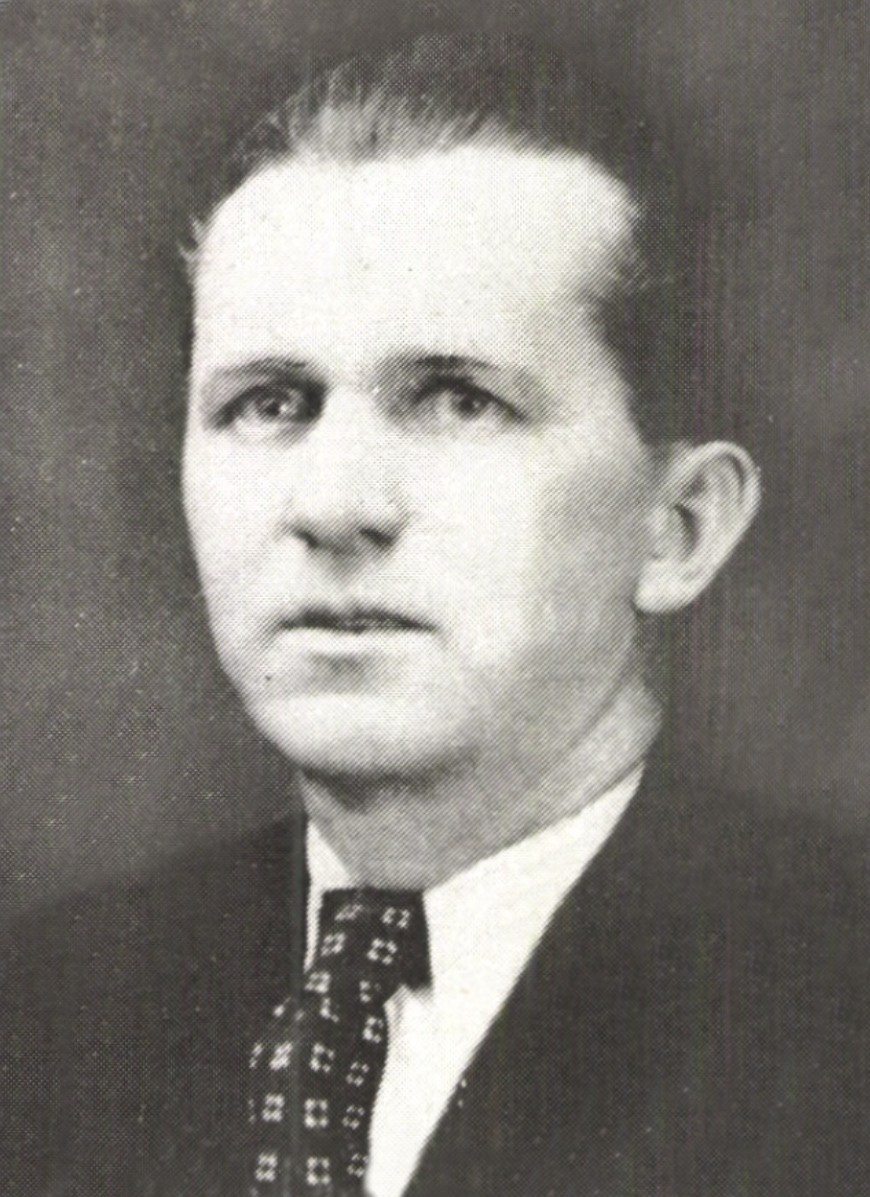
Jaroslav Fiala
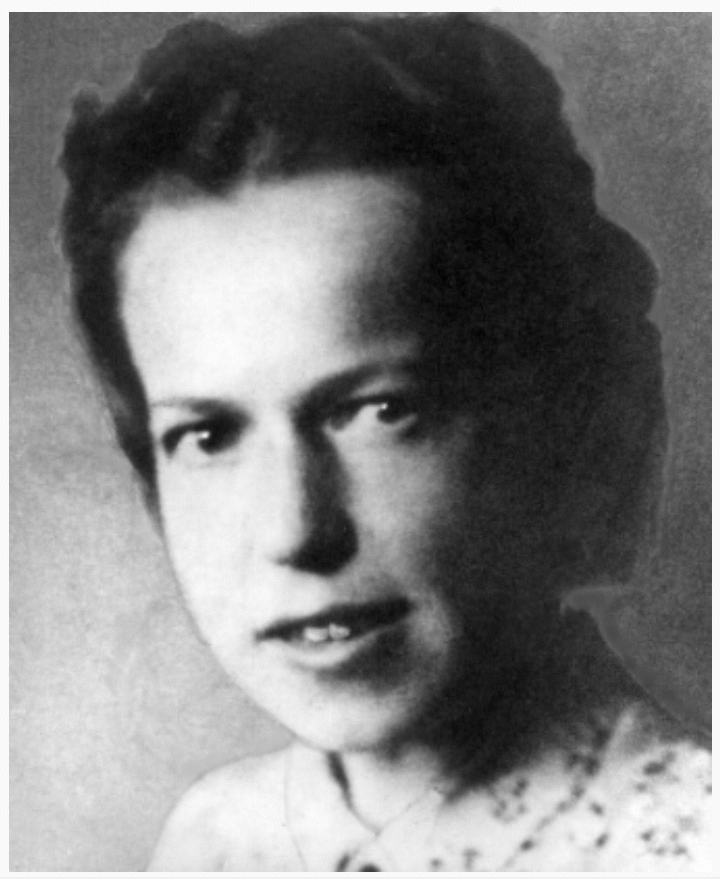
Josefa Fajmanová
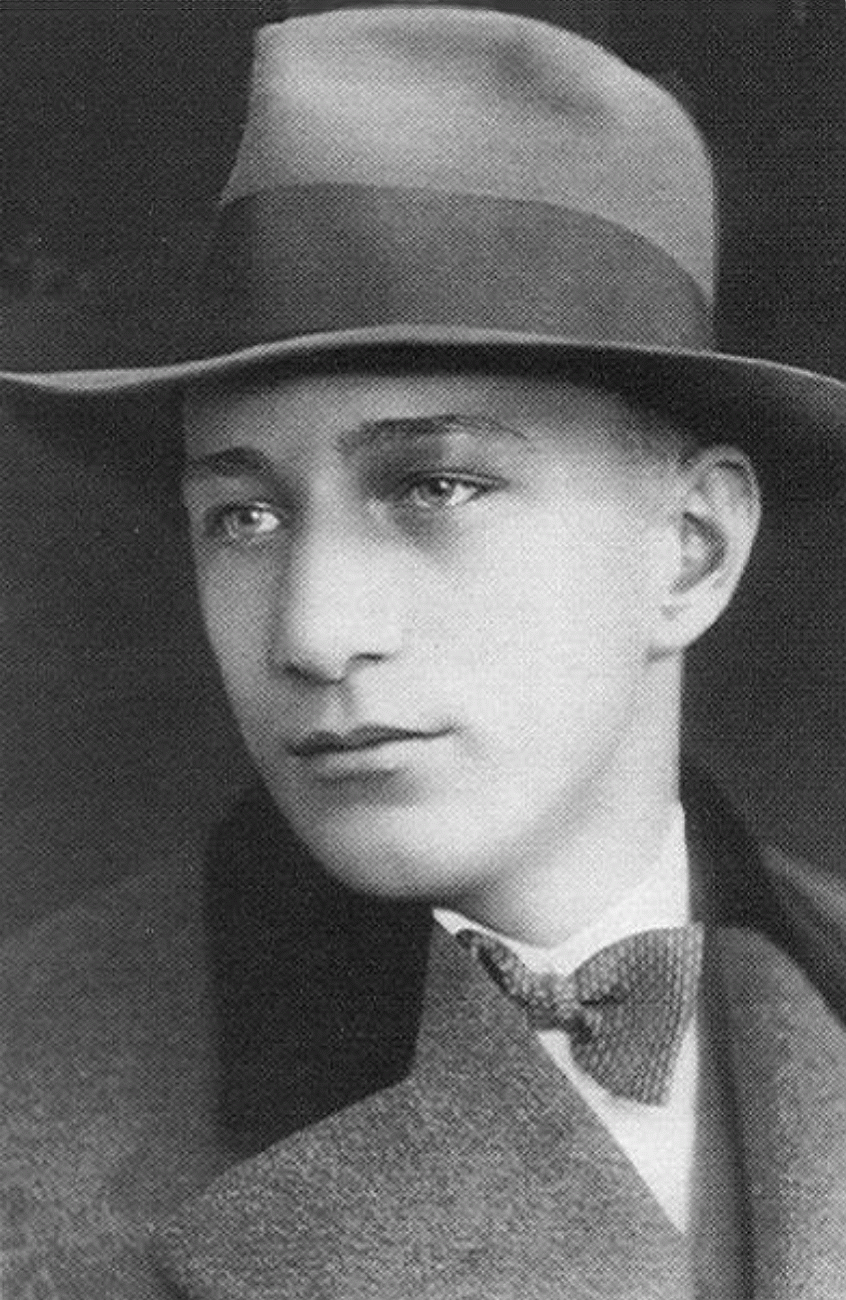
Josef Laštovička

## Připomínky
- V pražském Karlíně,[8] v Rudné u Prahy,[9] v Brně–Líšni[10][11] a Ostravě (městská část Polanka nad Odrou)[12][13] je po Josefu Molákovi pojmenována ulice (Molákova).

Ulice pojmenované po Josefu Molákovi
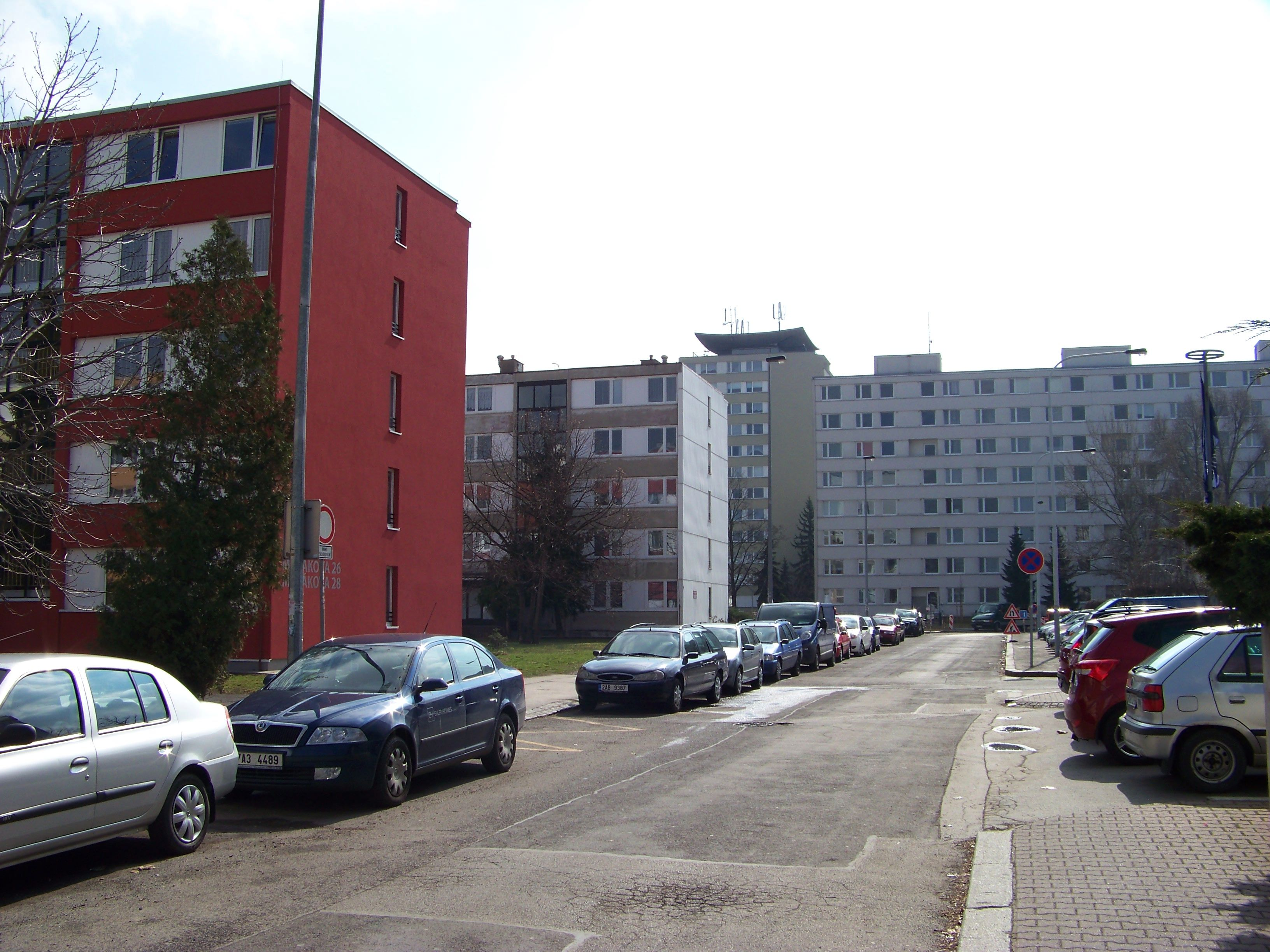
Molákova ulice v Praze–Karlíně
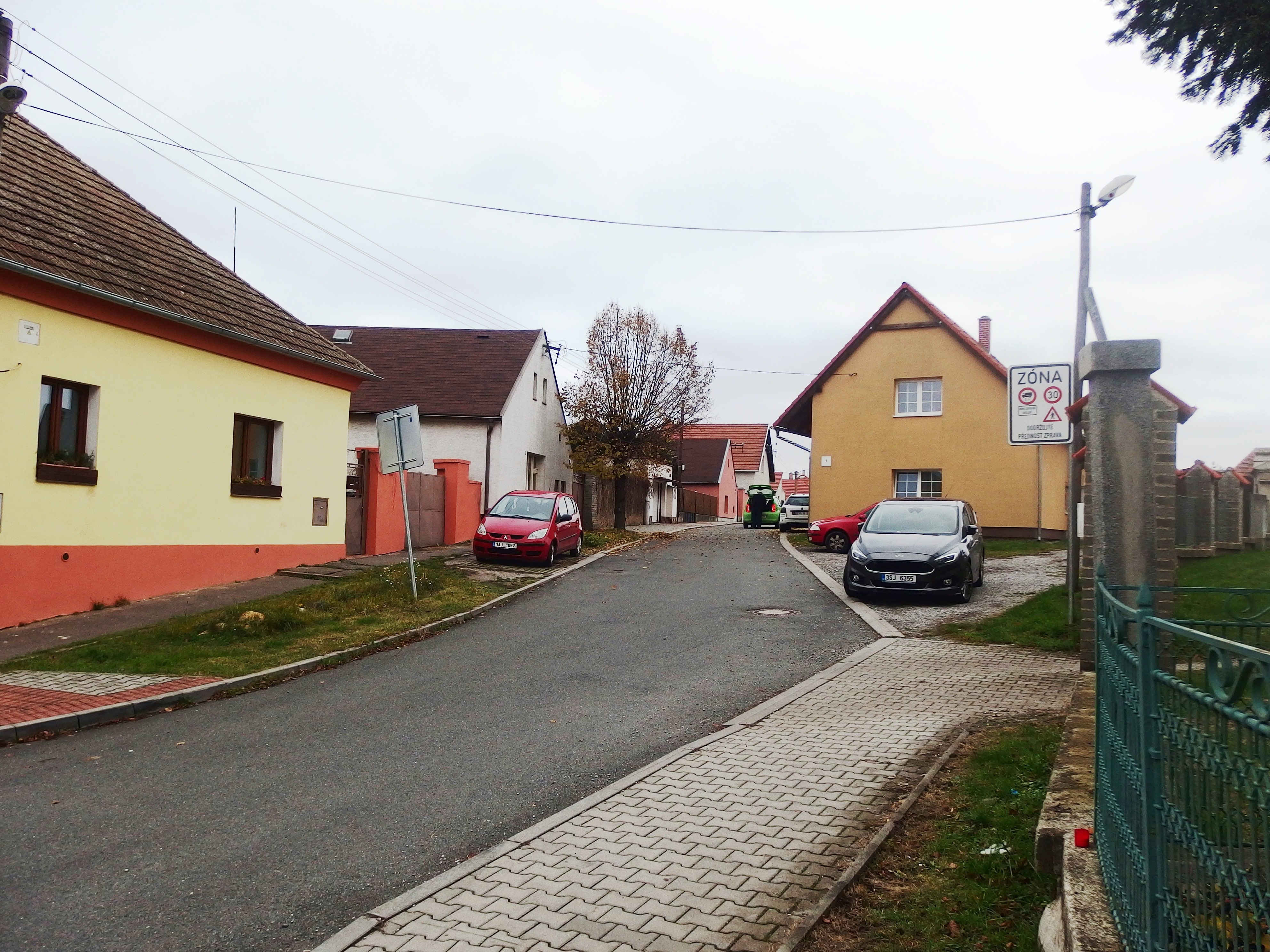
Molákova ulice v Rudné u Prahy
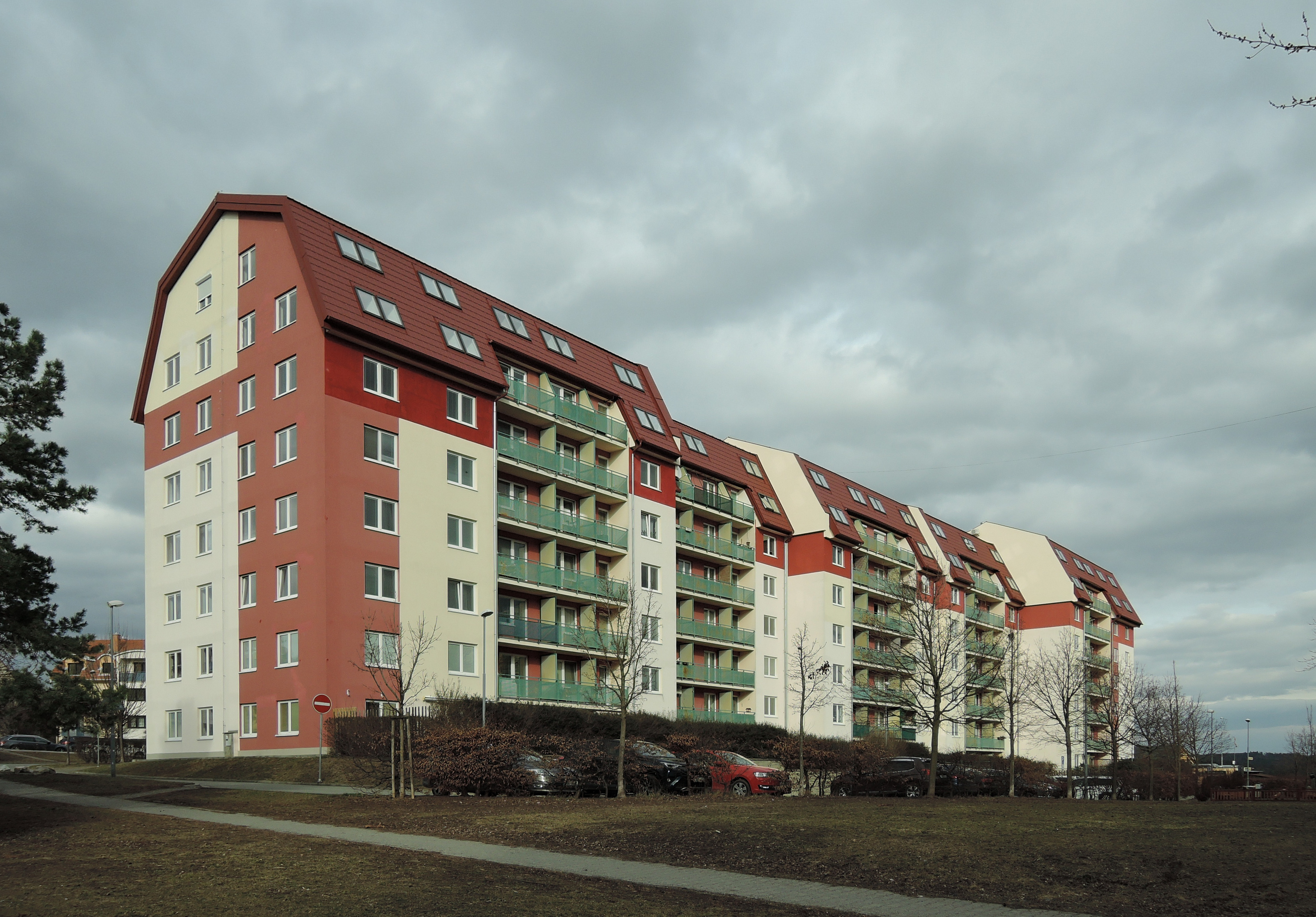
Domy v Molákově ulici v Brně–Líšni

- Československá pošta vydala na počest Josefa Moláka a Jána Osohy v březnu 1973 speciální známku[14] v rámci série Bojovníci proti fašismu za okupace.
- Josefa Moláka připomíná i pomník v Berouně umístěný v parčíku mezi ulicemi Plzeňská a Mládeže.[15] Na pamětní desce na pomníku je nápis: MÍSTNÍ ODBOČKA SPB / A MĚSTSKÝ NÁRODNÍ VÝBOR V BEROUNĚ / PAMÁTCE / JOSEFA MOLÁKA / VEDOUCÍHO III. ILEGÁLNÍHO ÚV KSČ / KTERÝ BYL PŘI ZATÝKÁNÍ GESTAPEM / DNE 18.8.1943 ZASTŘELEN V DOMĚ ČP. 856.[15]
- Pamětní deska věnovaná Josefu Molákovi se nachází v České Třebové (okres Ústí nad Orlicí) na vnější fasádě domu v ulici Masarykova 1293.[16] Na desce je nápis: SOUDRUH / JOSEF MOLÁK / VEDOUCÍ / III. ILEGÁLNÍHO ÚV KSČ / PŮSOBIL / V ČESKÉ TŘEBOVÉ / V LETECH 1930 - 1934.[17] Deska byla odhalena 6. listopadu 1985.[2]
- Jeho jméno (Molák Josef 1893) je uvedeno na pomníku „Obětem první a druhé světové války“ (v sekci: Oběti perzekuce 1939-1945) umístěném v Rudné u Prahy v ulici 5. května, na rohu s ulicí Molákova, u kostela Stětí svatého Jana Křtitele[18]

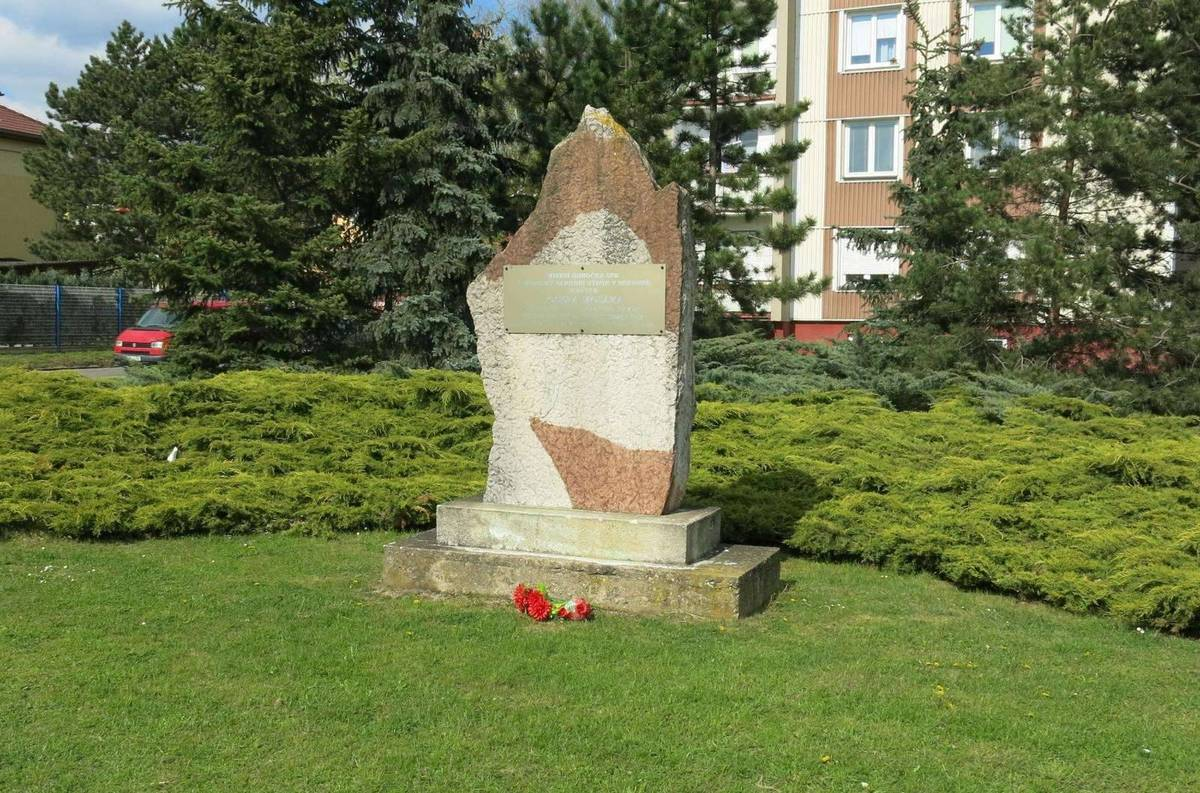
Pomník v Berouně (celkový pohled)
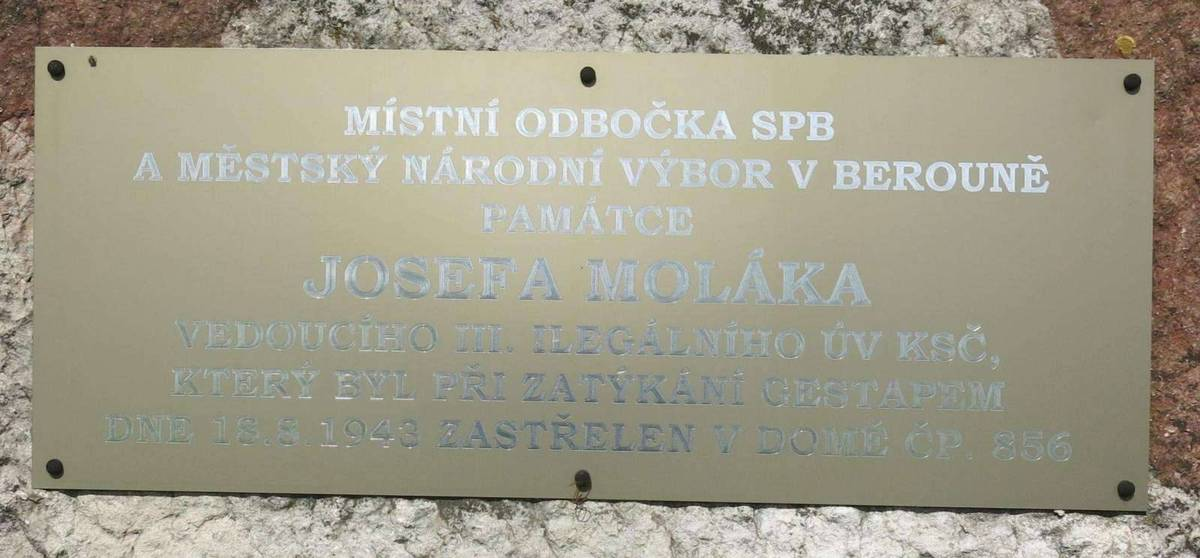
Pomník v Berouně (detail)
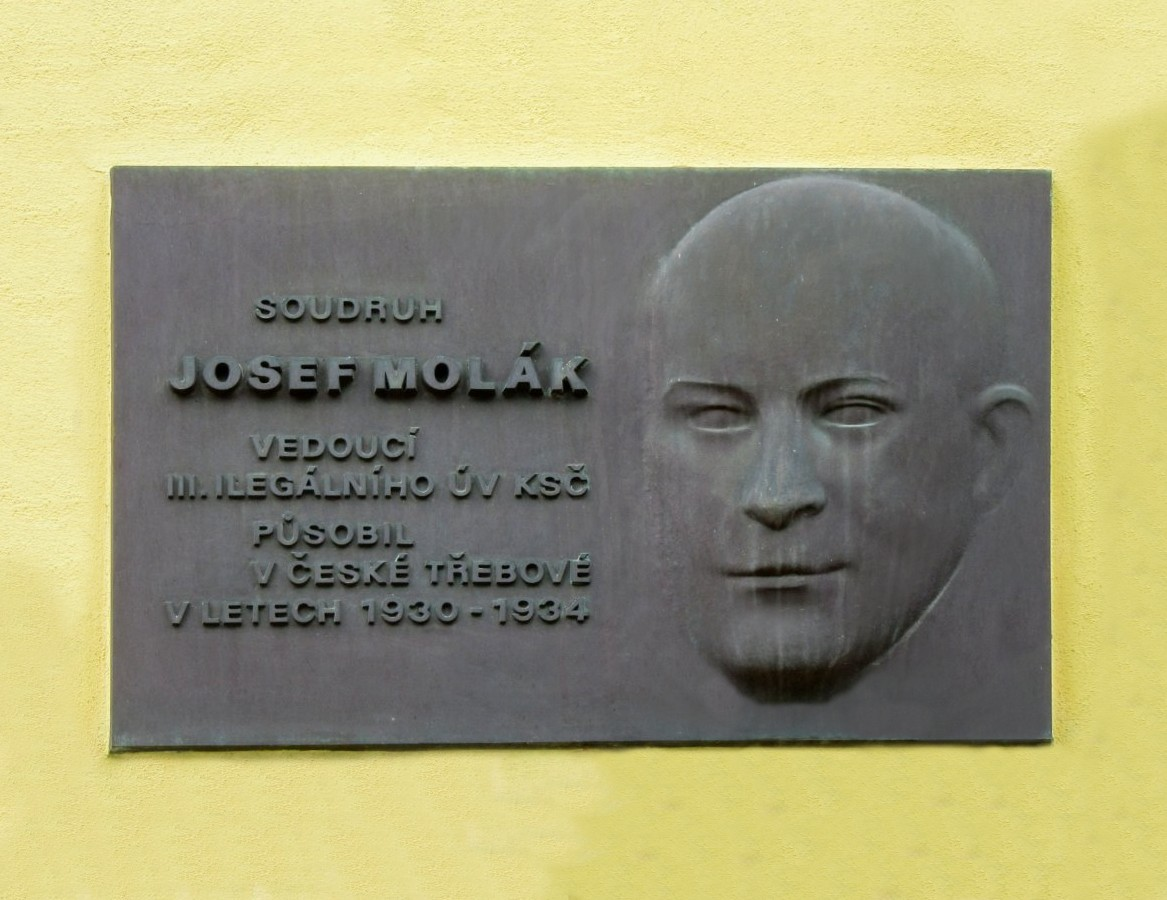
Pamětní deska v České Třebové
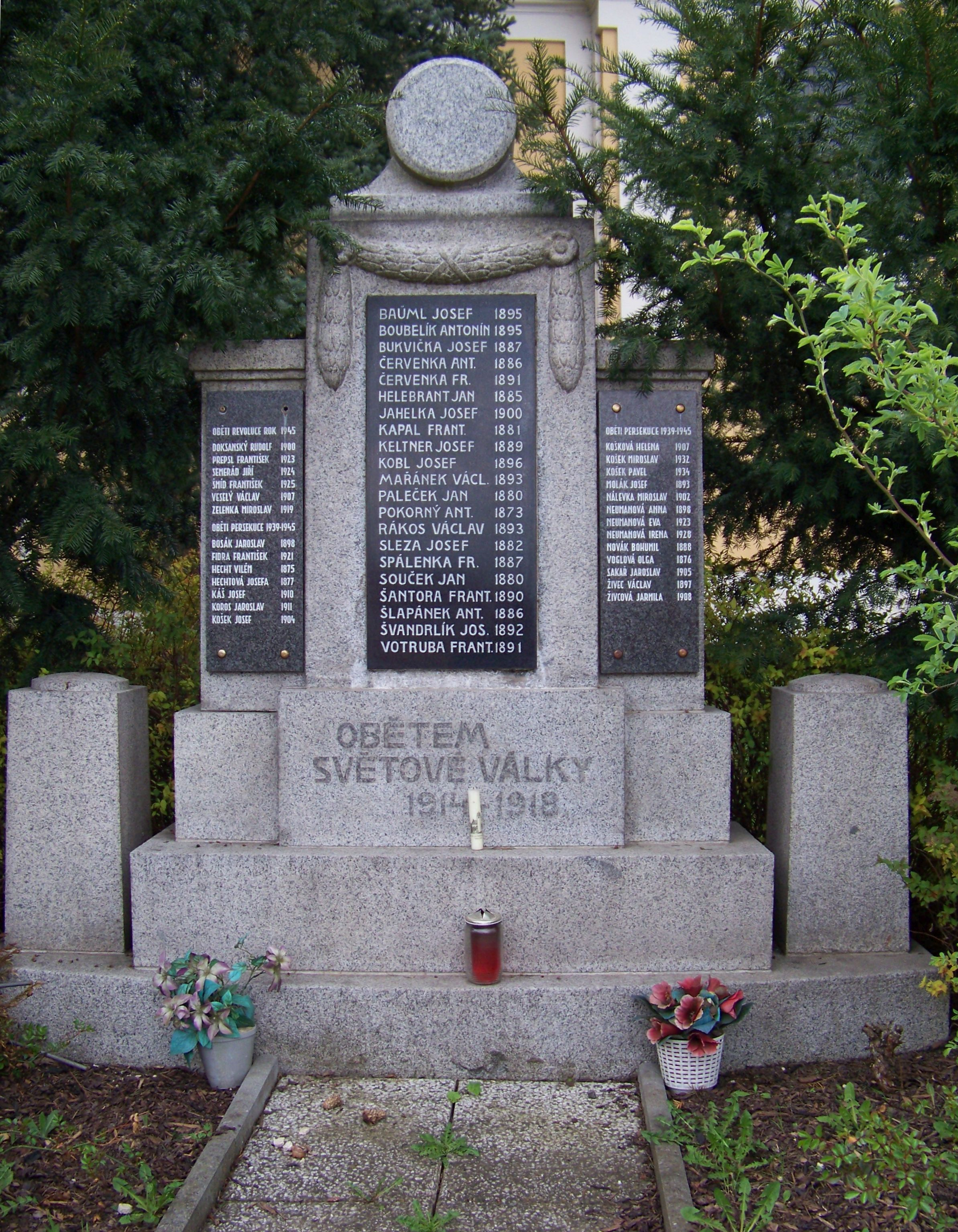
Památník „Obětem první (+ druhé) světové války“ v Rudné u Prahy